# 汤谷良
汤谷良，对外经济贸易大学商学院教授，中国教育部长江学者特聘教授，长期从事管理会计、财务管理的教学与研究工作。汤教授曾先后担任北京工商大学会计学院和对外经济贸易大学国际商学院院长。

## 社会兼职
- 《会计研究》特约编审
- 《中国管理会计》副主编
- 中国财政部管理会计咨询专家
- 英国CIMA研究委员会成员